# Liste der Kulturdenkmale in Berglen

Wappen der Gemeinde Berglen

In der Liste der Kulturdenkmale in Berglen sind Bau- und Kunstdenkmale der Gemeinde Berglen verzeichnet. Die Übersicht enthält Kulturdenkmale von besonderer Bedeutung gemäß § 12 Denkmalschutzgesetz, die im Denkmalbuch eingetragen sind.
Die Liste wurde nach dem Flächennutzungsplan GVV Winnenden und Erläuterungsbericht der Gemeinde Berglen  erstellt.
Stand dieser Liste ist der 29. Juni 2005 / 2. November 2005.
Diese Liste ist nicht rechtsverbindlich. Eine rechtsverbindliche Auskunft ist lediglich auf Anfrage bei der zuständigen Denkmalschutzbehörde möglich.

## Kulturdenkmale in Berglen
| Bild           | Bezeichnung               | Lage                                           | Datierung | Beschreibung | ID |
| -------------- | ------------------------- | ---------------------------------------------- | --------- | --- | -- |
|                | Volkhardsmühle            | Berglen-Bretzenacker, Volkhardsmühle           |           | Südwestlich von Oppelsbohm frei in der Landschaft stehendes, ehem. Mahlmühlengehöft (Mitte 16. Jh., im 18. Jh. erneuert) am Buchenbach. Geschützt nach § 2 DSchG                                                   |    |
| Weitere Bilder | ev. Pfarrkirche           | Berglen-Oppelsbohm, Beethovenstraße 12 (Karte) |           | Südlich des Ortskernes erhöht über dem Buchenbach gelegene ev. Pfarrkirche (einschiffige Westturmanlage, spätgotisch um 1520, Turm 1528, Änderungen 1720) sowie Reste der Kirchhofmauer. Geschützt nach § 28 DSchG |    |
| Weitere Bilder | Evangelische Filialkirche | Berglen-Steinach, Waldstraße 10 (Karte)        |           | Zentral im Ortskern leicht erhöht gelegene ev. Filialkirche (spätgotische Kapelle mit umfangreichen Veränderungen 1697 und 1755). Geschützt nach § 12 DSchG                                                        |    |